# RSC Anderlecht (piłka nożna kobiet)
RSC Anderlecht (oficjalny skrót RSCA) – kobieca sekcja belgijskiego klubu piłki nożnej RSC Anderlecht, mający siedzibę w stolicy kraju, mieście Bruksela (dzielnica Anderlecht), występujący od sezonu 2015/16 w rozgrywkach Super League, a wcześniej w latach 1971–2012 w Division 1, a w latach 2012–2015 w nowo powstałej, transgranicznej lidze Belgii i Holandii (BeNe League).

## Historia
Chronologia nazw:
- 1971: Vlug Op Wemmel
- 1974: Wemmel Dames 71
- 1978: Brussels Dames 71
- 1993: RSC Anderlecht

Kobieca drużyna piłkarska Vlug Op Wemmel została założona w Brukseli w 1971 roku, po tym jak Belgijski Związek Piłki Nożnej oficjalnie zorganizował mistrzostwa kraju w piłce nożną kobiet. W sezonie 1971/72 drużyna startowała w pierwszych rozgrywkach pierwszej dywizji, zajmując 10.miejsce w Série A. W następnym sezonie uplasował się na drugiej lokacie, ale tylko zwycięzcy czterech serii awansowali do rundy finałowej. Od sezonu 1973/74 mistrzostwa prowadzono w jednej lidze, w której klub został sklasyfikowany na 8.pozycji. W sierpniu 1974 roku drużyna kobiet usamodzielniła się, przyjmując nazwę Wemmel Dames 71. W 1975, 1976 i 1977 roku zajęła trzecie miejsce. W lipcu 1978 roku klub zmienił nazwę na Brussels Dames 71. Po kilku trudnych latach drużyna stała się jednym z najlepszych klubów w Belgii, w 1984 zdobyła swój pierwszy Puchar Belgii, a w kolejnym sezonie odniosła drugie zwycięstwo. W 1987 roku zespół po raz pierwszy w swojej historii został mistrzem kraju, a także zdobył dublet, dodając do trofeów Puchar. W kolejnych sezonach drużyna osiągała słabsze wyniki, ale trzy razy z rzędu docierała do finału Pucharu Belgii, zawsze grając przeciwko Standard de Liège (mając dwie porażki w 1989, 1990 oraz zwycięstwo w 1991).
W 1993 roku klub dołączył do RSC Anderlecht i został kobiecą sekcją klubu, zmieniając nazwę na RSC Anderlecht. W 1994 roku zespół zdobył piąty puchar kraju. Rok później klub został mistrzem. Po drugim miejscu i zwycięstwie w pucharze w 1996 roku, w latach 1997 i 1998 zdobył dwa tytuły mistrzowskie. W pierwszej dekadzie XXI wieku utrzymywał się na szczycie, ale klub nie zdobył wielu nagród. Drużyna grała w czterech innych finałach pucharu, ale wygrała tylko jeden i czterokrotnie zajmowała drugie miejsce w lidze.
W sezonie 2012/13 drużyna startowała w pierwszych rozgrywkach Women's BeNe League, w której doszło do połączenia belgijskiej First Division i holenderskiej Eredivisie. W debiutowym sezonie zajęła 7.miejsce w lidze, ale otrzymała brązowe medale mistrzostw Belgii, tak jak była trzecią najlepszą drużyną belgijską w zjednoczonej lidze. W następnych dwóch sezonach została sklasyfikowana na 8.pozycji ligowej, otrzymując srebrne i brązowe medale mistrzostw Belgii. Również w 2012/13 po raz kolejny zdobyła Puchar Belgii. Od sezonu 2015/16 ponownie rozgrywano osobne mistrzostwa Belgii w Super League.
Dwadzieścia lat po swoich ostatnich mistrzostwach klub ponownie zdobył tytuł w 2018 roku. Kontynuował to, zdobywając dwa kolejne mistrzostwa w kolejnych sezonach. 
Na koncie sukcesów posiada 10 tytułów mistrza Belgii oraz 11-krotne zdobycie pucharu swego kraju.

## Barwy klubowe, strój, herb, hymn
|  |  |

Klub ma barwy fioletowo-białe. Piłkarki domowe spotkania zazwyczaj grają w fioletowych koszulkach, fioletowych spodenkach oraz fioletowych getrach.

## Sukcesy

### Trofea międzynarodowe
| \| \| Zdobyte trofea w rozgrywkach międzynarodowych (stan na: 31-05-2023) \| |                                                                     |      |          |
| Rozgrywki                                                                    | Osiągnięcie                                                         | Razy | Sezon(y) |
| Liga Mistrzyń UEFA                                                           | zdobywca                                                            | 0    |          |
| Liga Mistrzyń UEFA                                                           | finalista                                                           | 0    |          |
| Liga Mistrzyń UEFA                                                           | 1/16 finału                                                         | 1    | 2019/20  |
| FIFA                                                                         | Zdobyte trofea w rozgrywkach międzynarodowych (stan na: 31-05-2023) |      |          |

### Trofea krajowe
| \| \| Zdobyte trofea w rozgrywkach Belgii (stan na: 30-08-2024) \| |                                                           |      | |
| Rozgrywki                                                          | Osiągnięcie                                               | Razy | Sezon(y) |
| Mistrzostwo                                                        | I miejsce                                                 | 11   | 1986/87, 1994/95, 1996/97, 1997/98, 2017/18, 2018/19, 2019/20, 2020/21, 2021/22, 2022/23, 2023/24           |
| Mistrzostwo                                                        | II miejsce                                                | 12   | 1978/79, 1989/90, 1995/96, 1999/00, 2003/04, 2005/06, 2006/07, 2007/08, 2010/11, 2011/12, 2013/14*, 2016/17 |
| Mistrzostwo                                                        | III miejsce                                               | 11   | 1974/75, 1975/76, 1976/77, 1982/83, 1993/94, 1998/99, 2000/01, 2004/05, 2012/13*, 2014/15*, 2015/16         |
| Puchar                                                             | zdobywca                                                  | 11   | 1983/84, 1984/85, 1986/87, 1990/91, 1993/94, 1995/96, 1997/98, 1998/99, 2004/05, 2012/13, 2021/22           |
| Puchar                                                             | finalista                                                 | 8    | 1988/89, 1989/90, 1994/95, 2003/04, 2007/08, 2009/10, 2015/16, 2016/17                                      |
| Superpuchar                                                        | zdobywca                                                  | 3    | 1995, 1996, 1997                                                                                            |
| Superpuchar                                                        | finalista                                                 | 4    | 1984, 1994, 1998, 2008                                                                                      |
| II liga                                                            | I miejsce                                                 | 0    | |
| II liga                                                            | II miejsce                                                | 0    | |
| II liga                                                            | III miejsce                                               | 0    | |
| Belgia                                                             | Zdobyte trofea w rozgrywkach Belgii (stan na: 30-08-2024) |      | |

### Inne trofea
- BeNe League:
  - 7.miejsce (1x): 2012/13

- Menton Tournament:
  - zwycięzca (4x): 1992, 1996, 1999, 2003

## Poszczególne sezony

### Rozgrywki międzynarodowe

#### Europejskie puchary
Klub 5 razy uczestniczył w rozgrywkach europejskich.

### Rozgrywki krajowe
| \| Belgia \| Bilans występów klubu w rozgrywkach piłkarskich Belgii (Stan na 31 maja 2023 r.) \| \| |                                                                                  |        |       |   |   |   |    |    |     |            |        |        |      |
| Poziom                                                                                              | Rozgrywki                                                                        | Sezony | Mecze | Z | R | P | B+ | B– | Pkt | Lata       | Awanse | Spadki | Naj. |
| I                                                                                                   | Division 1 / Super League                                                        | 52     |       |   |   |   |    |    |     | od 1971/72 | 0      | 0      | 1    |
| II                                                                                                  | Division 2                                                                       | 0      |       |   |   |   |    |    |     |            |        |        |      |
| III                                                                                                 | Division 3                                                                       | 0      |       |   |   |   |    |    |     |            |        |        |      |
| | Puchar Belgii                                                                    | 46     |       |   |   |   |    |    |     | od 1976/77 | 0      | 0      | 1    |
| | Superpuchar Belgii                                                               | 7      |       |   |   |   |    |    |     | od 1984    | 0      | 0      | 1    |
| Belgia                                                                                              | Bilans występów klubu w rozgrywkach piłkarskich Belgii (Stan na 31 maja 2023 r.) |        |       |   |   |   |    |    |     |            |        |        |      |

## Piłkarki, trenerzy, prezydenci i właściciele klubu

### Piłkarki

#### Aktualny skład zespołu
Stan na 26.11.2023:
| Nr | Poz. | Piłkarz             |
| -- | ---- | ------------------- |
| 1  | BR   | Milla-Maj Majasaari |
| 3  | OB   | Lina Meeuwis        |
| 5  | OB   | Louise Wijns        |
| 6  | NA   | Laura Juul Hansen   |
| 8  | OB   | Laura De Neve       |
| 9  | NA   | Lore Jacobs         |
| 10 | PO   | Ștefania Vătafu     |
| 11 | NA   | Sarah Wijnants      |
| 12 | OB   | Tinne Broeckaert    |
| 14 | OB   | Laura Deloose       |
| 16 | NA   | Marie Minnaert      |
| 17 | PO   | Lola Wajnblum       |
| 18 | OB   | Kimberley Smit      |

| Nr | Poz. | Piłkarz              |
| -- | ---- | -------------------- |
| 21 | OB   | Silke Vanwynsberghe  |
| 23 | NA   | Allie Thornton       |
| 24 | PO   | Esther Buabadi       |
| 31 | BR   | Jill Duijzer         |
|    | NA   | Tine De Caigny       |
|    | BR   | Seraina Friedli      |
|    | OB   | Fran Meersman        |
|    | BR   | Aude Waldbillig      |
|    | OB   | Lara Schenk          |
|    | NA   | Sakina Ouzraoui Diki |
|    | NA   | Amelie Delabre       |
|    | PO   | Juliette Duval       |
|    | PO   | Ľudmila Maťavková    |

### Trenerzy
- 2009–2010:  Lucien Paulis
- 2010–2011:  Gunther Bomon
- 2011–2016:  Filip De Winne
- 2016–2021:  Patrick Wachel
- 2021–2022:  Johan Walem
- od 07.2022:  Dave Mattheus

## Struktura klubu

### Stadion
Drużyna rozgrywa swoje mecze domowe w Brukseli na boisku bocznym stadionu Króla Baudouina I, który może pomieścić 1.000 widzów.

## Kibice i rywalizacja z innymi klubami

### Derby
- Club Brugge
- Standard de Liège
- FC Fémina White Star Woluwe